# کولپین (آلمان)
کولپین (به آلمانی: Kulpin) یک شهر در آلمان است که در هرتسوگتوم لاونبورگ واقع شده‌است. کولپین ۲۳۹ نفر جمعیت دارد.